# Анексин A5
Анексин A5 (англ. Annexin A5) – білок, який кодується геном ANXA5, розташованим у людей на короткому плечі 4-ї хромосоми.  Довжина поліпептидного ланцюга білка становить 320 амінокислот, а молекулярна маса — 35 937.
| 10         |  | 20         |  | 30         |  | 40         |  | 50         |
| ---------- |  | ---------- |  | ---------- |  | ---------- |  | ---------- |
| MAQVLRGTVT |  | DFPGFDERAD |  | AETLRKAMKG |  | LGTDEESILT |  | LLTSRSNAQR |
| QEISAAFKTL |  | FGRDLLDDLK |  | SELTGKFEKL |  | IVALMKPSRL |  | YDAYELKHAL |
| KGAGTNEKVL |  | TEIIASRTPE |  | ELRAIKQVYE |  | EEYGSSLEDD |  | VVGDTSGYYQ |
| RMLVVLLQAN |  | RDPDAGIDEA |  | QVEQDAQALF |  | QAGELKWGTD |  | EEKFITIFGT |
| RSVSHLRKVF |  | DKYMTISGFQ |  | IEETIDRETS |  | GNLEQLLLAV |  | VKSIRSIPAY |
| LAETLYYAMK |  | GAGTDDHTLI |  | RVMVSRSEID |  | LFNIRKEFRK |  | NFATSLYSMI |
| KGDTSGDYKK |  | ALLLLCGEDD |  |            |  |            |  |            |

A: Аланін

C: Цистеїн

D: Аспарагінова кислота

E: Глутамінова кислота

F: Фенілаланін

G: Гліцин

H: Гістидин

I: Ізолейцин

K: Лізин

L: Лейцин

M: Метіонін

N: Аспарагін

P: Пролін

Q: Глутамін

R: Аргінін

S: Серин

T: Треонін

V: Валін

W: Триптофан

Задіяний у таких біологічних процесах як зсідання крові, гемостаз. 
Білок має сайт для зв'язування з іоном кальцію, іонами кальцію та фосфоліпідами. 